# Ehrgeiz
Ehrgeiz: God Bless the Ring (в пер. З ньому. — «Марнославство: Так благословить Бог рингу»), японська назва Ehrgeiz (яп. エアガイツ, Еагайцу) — відеогра в жанрі файтинг, розроблена студією DreamFactory та випущена в 1998 році компанією Namco. Спочатку видавалася у вигляді аркадних автоматів і поширювалася тільки на території Японії, але пізніше була портована для гри на приставці PlayStation та за участю контори Square випущена в інших регіонах, у тому числі в Північній Америці та Європі. Через 10 років, у 2008 році компанія Square Enix адаптувала Ehrgeiz для завантаження через сервіс PlayStation Network.
Головною особливістю гри є присутність персонажів з Final Fantasy VII (у версії для PlayStation). Серед ігрових бійців Клауд Страйф, Тіфа Локхарт, Сефірот, Юффі Кісарагі, Вінсент Валентайн та Зак Фейр (останні троє спочатку відсутні, але можуть бути відкриті при виконанні деяких умов).
Компанія DreamFactory раніше була відома за файтингом Tobal No. 1, режисером-постановником виступив Сейіті Ісіі, який брав участь у розробці таких ігор як Tekken і Virtua Fighter. Дизайн всіх персонажів розробив штатний художник Square Тецуо Номура. Написанням музики займався Такаюкі Накамура, в саундтрек, виданий 21 листопада 1998 року, увійшла шістдесят одна звукова доріжка.
До грудня 2004 року в Японії було продано 340 937 копій гри. З моменту видання Ehrgeiz удостоївся змішаних відгуків, головний японський ігровий журнал Famitsu дав грі 32 бали з 40-а, а в листопаді 2000 року поставив її на 73-е місце в списку найкращих 100 ігор, коли-небудь видавалися для приставки PlayStation. Загальний рейтинг Game Rankings, заснований на 21-му огляді, склав 76 %. Компакт-диск із грою зараз є об'єктом колекціонування, оскільки ніколи не перевидавався в рамках серії Greatest Hits.